# Schwarz-Weiß Essen
Der ETB Schwarz-Weiß e. V. ist ein Sportverein aus Essen. Die eigenständige Fußballabteilung zählt rund 700 Mitglieder und wurde 1900 gegründet. Gründung des Gesamtvereines war 1881. Er hat 2.400 Mitglieder (Stand: 2021).
Die Spielstätte ist das Uhlenkrugstadion mit 9.950 Plätzen. Den bisher größten Erfolg feierte der Verein 1959 mit dem Gewinn des DFB-Pokals. 1967 nahm Schwarz-Weiß Essen an der Aufstiegsrunde zur Bundesliga teil, und 1985 erreichte der Klub das Viertelfinale der deutschen Amateurmeisterschaft.

## Geschichte
1881 wurde der Essener Turner Bund gegründet. 1899 sahen einige Mitglieder ihr erstes Fußballspiel, ein Jahr später gründete Turnrat Otto Weber die Fußballabteilung des ETB Schwarz-Weiß. 1902 trat der Verein dem Rheinisch-Westfälischen Spielverband bei. Der ETB spielte auf einem alten Ziegelfeld der Zeche Ernestine in Essen-Stoppenberg. Mitglieder machten den Platz bespielbar. 1903 zog der Verein zur Kruppstraße um. Aus einem alten Steinbruch bauten die Fußballer einen Fußballplatz. 1909 stieg der ETB als einziger Essener Verein in die neue Zehnerliga auf und kurz darauf wieder ab. 1911 und 1912 wurde der ETB Vizemeister in der Zehnerliga.
1913 zog der ETB zur Meisenburgstraße um. Durch Spenden und Anteilsscheine brachte der ETB 50.000 Mark auf, mit denen das Vereinsgelände aufgebaut wurde. Auf dem Platz an der Meisenburgstraße spielt jetzt Fortuna Bredeney. Die Einweihung mit nationalen und internationalen Gästen fand am 25. Mai 1913 statt. 1914 wurde Albert Bollmann der erste Nationalspieler des Vereins. Sein erstes Länderspiel bestritt Bollmann am 5. April 1914 gegen die Niederlande. Max Ring und Gustav Janus kurbelten nach dem Ersten Weltkrieg den Spielbetrieb wieder an. 1920 gewann Schwarz-Weiß Essen die Ruhrbezirks-Meisterschaft. Das Spiel um die westdeutsche Meisterschaft verlor der ETB gegen VfTuR 1889 München-Gladbach mit 2:6 nach Verlängerung.
1922 gewann der Verein die Ruhrgau-Meisterschaft und wurde im Kampf um die westdeutsche Meisterschaft wieder Zweiter. Die Pacht an der Meisenburgstraße wurde nicht verlängert. Der ETB kaufte 1922 das Grundstück des heutigen Uhlenkrugstadions und weihte dieses auch noch im gleichen Jahr ein. Das Grundstück maß 35 Morgen und kostete 750.000 Mark. Entgegen geleisteter Versprechungen beteiligte sich die Stadt Essen nicht an der Kofinanzierung. Trotzdem konnte der ETB das Geld durch Spenden aufbringen. Das 45.000 Mann fassende Stadion gehörte in der Folgezeit zu den modernsten Stadien Deutschlands. 1923 wurde der Verein Ruhrgau-Meister und hatte 3500 Mitglieder (im gesamten Verein). Aufgrund der Reinlichen Scheidung mussten sich 1924 die Abteilungen in eigenständige Vereine ausgliedern.
1925 erreichte der Verein die Zwischenrunde der deutschen Meisterschaft (FC Viktoria Forst 2:1; FSV Frankfurt 1:3). Izidor „Dori“ Kürschner wurde der erste hauptamtliche Trainer. Am Neujahrstag 1925 besiegte der ETB den ungarischen Meister und vormaligen Verein Kürschners, den MTK Budapest, mit 2:1.
1932 nahm die erste Männermannschaft an einem Osterturnier in Paris mit den Mannschaften Red Star Olympique Paris und Kispest Budapest teil. 1937 schlossen sich die fünf ausgegliederten Abteilungen wieder zu einem Verein zusammen. In den Jahren 1938 bis 1940 wurde der ETB dreimal in Folge jeweils hinter Fortuna Düsseldorf Zweiter der Gauliga Niederrhein und scheiterte knapp an der Teilnahme an der DM-Endrunde. 1943 wurde der Spielbetrieb wegen des Zweiten Weltkriegs eingestellt.
Nach der Wiederaufnahme des Spielbetriebs 1945 erreichte der Klub 1948 den Aufstieg in die Verbandsliga als ungeschlagener Gruppenmeister. Darüber hinaus wurde er Essener Stadtpokalmeister durch einen 2:1-Sieg gegen die Sportfreunde Katernberg, dem Zweiten der westdeutschen Oberliga. 1949 wurde der ETB nach der Einführung des Vertragsspielerwesens in die 2. Liga West eingeteilt. Von 1951 bis 1957 spielte der ETB in der höchsten Spielklasse, der Oberliga West.
Ein bekannter Fangesang aus dieser Zeit auf die Melodie des Argonnerwaldliedes lautet:
Aber eins, aber eins, darf nicht geschehn,

Schwarz-Weiß Essen darf nicht untergehn.
1959 stieg der ETB wieder in die Oberliga auf und gewann am 27. Dezember 1959 den DFB-Pokal mit einem 5:2-Erfolg über Borussia Neunkirchen in Kassel vor über 20.000 Zuschauern. Zuvor schlug der Klub unter anderem Westfalia Herne, den Hamburger SV (mit Uwe Seeler) und Hertha BSC. 1960 stieg der Verein wieder ab und ein Jahr später wieder in die Oberliga auf. 1963 wurde der ETB Siebter in der Oberliga, wurde aber nicht für die Bundesliga berücksichtigt. Von 1963 an spielte der ETB in der Regionalliga West unter anderem zusammen mit Alemannia Aachen, Borussia Mönchengladbach und Rot-Weiss Essen. 1967 wurde der Verein Zweiter der Regionalliga West und nahm an der Aufstiegsrunde zur 1. Bundesliga teil. Der Aufstieg wurde mit einem Punkt Rückstand hinter Borussia Neunkirchen knapp verpasst. Schwarz-Weiß war der einzige Verein, der an allen elf Spielzeiten der zweitklassigen Regionalliga West teilnahm.
1973 verkauften die Verantwortlichen für 1,4 Mio. DM das Uhlenkrugstadion an die Stadt Essen. 1974 wurde der Klub der neu gegründeten 2. Bundesliga Nord zugeteilt und wurde Zwölfter. Die Amateure des ETB nahmen an der deutschen Amateurmeisterschaft teil. In den Frühjahren 1976 und 1977 verspielte die Mannschaft jeweils ihre aussichtsreiche Position im Kampf um die Aufstiegsränge in die Bundesliga. 1978 gab der Verein freiwillig die Lizenz der 2. Bundesliga ab, da Präsident Wolfgang Schmitz infolge seiner Scheidung kein Geld mehr für den Verein aufbringen konnte. Der ETB und Rot-Weiss Essen unterzeichneten einen Kooperationsvertrag, welcher eine Klausel beinhaltete, nach der sich der ETB in den nächsten fünf Jahren nicht mehr um die Eingliederung in den bezahlten Fußball bemühen durfte. Außerdem wechselten die ETB-Spieler Urban Klausmann, Detlef Wiemers, Dietmar Klinger und Eckhard Berlau-Kirschstein zum Lokalrivalen RWE.
1980 wurde der ETB in der Amateur-Oberliga Nordrhein Tabellenzweiter hinter dem 1. FC Bocholt, verpasste den Wiederaufstieg und kündigte den Kooperationsvertrag mit Rot-Weiss Essen. 1981 erreichte der Club die erste Hauptrunde des DFB-Pokals. 1985 wurde die erste Mannschaft Vizemeister hinter dem Lokalrivalen RW Essen. Das Spitzenspiel vor 30.000 Zuschauern konnte RWE am Ostermontag mit 3:1 für sich entscheiden, während der ETB lange Zeit die Tabellenführung behaupten konnte. 1988 erreichte der ETB das Achtelfinale des DFB-Pokals und schied mit 0:1 gegen den Bundesligisten VfL Bochum aus, nachdem man eine Runde zuvor mit einem 1:0-Heimsieg gegen den damaligen Zweitligisten SV Darmstadt 98 unter Trainer Klaus Schlappner für Furore sorgen konnte.
1994 verpasste der ETB Schwarz-Weiß knapp die Eingliederung in die Regionalliga West/Südwest und war damit erstmals in der Vereinsgeschichte nur noch viertklassig. Im Jahre 2000 feierte die Fußballabteilung ihren 100. Geburtstag im Essener Saalbau. 2001 spielten die A- und B-Junioren in der Regionalliga, der höchsten Jugendspielklasse in Deutschland. 2003 startete der Vorstand die Aktion WIR 2006 und peilte für 2006 den Aufstieg in die Regionalliga an, die Saison 2005/06 endete aber mit einem enttäuschenden neunten Platz in der Oberliga Nordrhein.
Nach einem 6. Platz in der Saison 2006/07 wurde für die Spielzeit 2007/08 ein Platz unter den ersten vier angestrebt, der zur Teilnahme an der neuen Regionalliga West berechtigt hätte. Am Saisonende sprang aber nur der 5. Tabellenplatz heraus. Damit trat der ETB in der Saison 2008/09 in der neugebildeten fünftklassigen NRW-Liga an. In der Premierensaison dieser Spielklasse belegte die Mannschaft den 4. Tabellenplatz. 2010 konnte im Finale gegen den Lokalrivalen Rot-Weiss Essen der Niederrheinpokal gewonnen werden. Damit qualifizierte sich Schwarz-Weiß für die erste Runde des DFB-Pokals 2010/11, wo man auf den Zweitligisten Alemannia Aachen traf. Das Spiel ging mit 1:2 verloren.
Nach dem freiwilligen Rückzug im Jahr 1978 in die drittklassige Amateuroberliga ist der Verein dieser Liga, in verschiedenen regionalen Zusammensetzungen, treu geblieben. Nur durch Einführung der Regionalliga und der 3. Liga spielt man mittlerweile nur noch fünftklassig. Der ETB ist seit längerer Zeit der einzige Verein in Deutschland, welcher auf dieser Ebene eine solche Konstanz beweist. Der letzte sportliche Auf- oder Abstieg datiert aus dem Jahr 1961.
2011 und 2013 qualifizierte sich die C-Jugend des ETB für die Regionalliga, d. h. die höchste deutsche Spielklasse. Die B-Jugend verpasste 2011 den Aufstieg in die Bundesliga in der Relegation gegen Fortuna Düsseldorf, die A-Jugend 2022 in der Relegation gegen den VfB 03 Hilden.

## Finanzprobleme
Bereits im Sommer und im Oktober 2009 blieben durch die Insolvenz von Karstadt und eines dem Vereinsvorsitzenden Heinz Hofer gehörenden Autohauses Sponsorengelder aus; dies führte zu Deckungslücken. Im Oktober 2010 kam es bei Gehältern zu Zahlungsverzögerungen, im April 2011 wurde erneut eine Deckungslücke von 200.000 Euro bekannt. Im Sommer des Jahres 2012 sprangen erneut Großsponsoren ab bzw. schränkten ihre Förderung ein. Als einer der Gründe wurde fehlende Bindung an den Verein beim Führungspersonal genannt. Im Oktober 2012 konnten erstmals die Gehälter nicht mehr bezahlt werden, vermutlich waren auch nur geringe Teile des Etats abgesichert. Nachdem bereits Anfang Dezember 2012 Spekulationen über die Zahlungsunfähigkeit des Vereins aufgekommen waren, gab der Verein am 19. Dezember auf einer Mitgliederversammlung an, zeitnah einen Insolvenzantrag einreichen zu müssen. Das zuvor beschlossene Sanierungskonzept konnte nach der Verweigerung eines Darlehens in Höhe von 50.000 Euro durch einen Hauptsponsor nicht mehr verfolgt werden. Am 5. Februar 2013 wurde bekannt, dass der ETB wegen der hohen Spendenbereitschaft im Umfeld des Vereins den Insolvenzantrag zurückzog.

## Daten zur Fußballabteilung

### Stationen von 1933 bis 2022
1921–1929 Ruhrgauliga
1930–1933 Ruhrbezirksliga
1933–1943 Gauliga/Bereichsklasse Niederrhein
1949–1951 2. Liga West
1951–1957 Oberliga West
1957–1959 2. Liga West
1959–1960 Oberliga West
1960–1961 2. Liga West
1961–1963 Oberliga West
1963–1974 Regionalliga West
1974–1978 2. Bundesliga Nord
1978–2008 Oberliga Nordrhein
2008–2012 NRW-Liga
seit 2012 Oberliga Niederrhein

### Personen

#### Ehemalige Trainer
- Damian Apfeld 1. Juli 2022 bis 27. Oktober 2024 (Rücktritt)
- Suat Tokat 1. Juli 2021 bis 30. Juni 2022
- Ralf vom Dorp 1. Juli 2019 bis 30. Juni 2021
- Sebastian Michalsky und Karl Weiß 23. Mai 2019 bis 30. Juni 2019
- Manfred Wölpper 8. Januar 2017 bis 22. Mai 2019
- Damian Apfeld 26. April 2016 bis 7. Januar 2017
- Antonio Molina 1. Juli 2015 bis 25. April 2016
- Mircea Onisemiuc 28. Juli 2014 bis 30. Juni 2015
- Tobias Ritz und Sebastian Michalsky 19. Juli 2014 bis 27. Juli 2014
- Stefan Janßen 1. Juli 2013 bis 18. Juli 2014
- Dirk Helmig 1. Juli 2009 bis 30. Juni 2013
- Klaus Berge 19. Mai 2008 bis 30. Juni 2009
- Fred Bockholt 3. Mai 2008 bis 18. Mai 2008
- Frank Kontny 1. Juli 2006 bis 2. Mai 2008
- Klaus Täuber April 2004 bis 30. Juni 2006
- Frank Benatelli April 2000 bis April 2004
- Detlef Wiemers September 1999 bis April 2000
- Jörg Jung Juli 1998 bis September 1999
- Frank Kontny März 1998 bis Juni 1998
- Dietmar Grabotin Juli 1995 bis März 1998
- Jürgen Kaminsky Juli 1994 bis Juni 1995
- Detlef Pirsig Juli 1993 bis Juni 1994
- Friedhelm Wessendorf April 1993 bis Juni 1993
- Gerd Zewe Januar 1993 bis April 1993
- Heiko Mertes Juli 1992 bis Dezember 1992
- Fred Bockholt Juli 1989 bis Juni 1992
- Detlef Wiemers: November 1988 bis Juni 1989
- Horst Döppenschmidt Juli 1988 bis November 1988
- Fred Bockholt Juli 1983 bis Juni 1988
- Manfred Rummel Januar 1981 bis Juni 1983
- Dieter Tartemann Juli 1977 bis Dezember 1980
- Hubert Schieth Januar 1975 bis Juni 1977
- Albert Becker Juli 1974 bis Januar 1975
- Peter Velhorn Juli 1973 bis April 1974
- Waldemar Gerhardt Juli 1972 bis Juni 1973
- Heinz Höher Oktober 1970 bis Juni 1972
- Peter Sievers Oktober 1970
- Kurt Sahm Juli 1970 bis Oktober 1970
- Horst Witzler Juli 1966 bis Juni 1970
- Hans Wendlandt Juli 1964 bis Juni 1966
- Willibald Hahn Juli 1963 bis Juni 1964
- Kuno Klötzer Juli 1961 bis Juni 1963
- Hans Wendlandt Juli 1959 bis Juni 1961
- Willi Multhaup Juli 1957 bis Juni 1959
- Karl Winkler Juli 1954 bis Juni 1957
- Fritz Buchloh Juli 1952 bis Juni 1954
- Richard Longin Juli 1951 bis Juni 1952
- Josef Uridil Juli 1949 bis Juni 1951
- Werner Sottong Juli 1945 bis Juni 1949
- Josef Uridil Juli 1938 bis 1942
- Wilhelm Pammer Juli 1936 bis Juni 1938
- Theodor Lohrmann 1935 bis 1936
- Kurt Otto August 1933 bis 1935
- Hans Schmidt 1932 bis Juli 1933
- Preis 1930 bis 1932
- Lipót Hertzka (?) 1929 bis 1930
- Hans Schulte 1926 bis 1929
- Izidor Kürschner 1924 bis 1926

#### Bekannte Spieler
- Karl-Heinz Ach
- Oliver Adler
- Detlef Behrens
- Albert Bollmann (1914 erster Nationalspieler des ETB)
- Oliver Bierhoff
- Hermann Bredenfeld (Jugend- und A-Nationalspieler)
- Dirk Caspers
- Thomas Cichon (U21-Nationalspieler)
- Eckhart Dettlaff (Juniorennationalspieler)
- Horst „Ackermann“ Ebert
- Hans-Gerd Florian (Amateurnationalspieler)
- Hans Fritsche
- Noel Futkeu
- Horst „Pille“ Gecks
- Thomas Hörster
- Eduard „Edu“ Hundt (Nationalspieler 1931)
- Heinz Ingenbold (Pokalsieger 1959)
- Edmond Kasperski (Pokalsieger 1959)
- Dietmar Klinger
- Theo Klöckner (Nationalspieler, Pokalsieger 1959)
- Manfred Kreß (Amateurnationalspieler)
- Willi Korth 550 Seniorenspiele
- Hans Küppers (Nationalspieler, Pokalsieger 1959)
- Michael „Ata“ Lameck
- Jens Lehmann
- Günter (Pommes) Leufgen, 600 Spiele von 1966 bis 1978, einziger Ehrenspielführer
- Hermann Merchel (Pokalsieger 1959)
- Ralf Mölders
- Sascha Mölders
- Karlheinz Mozin (Pokalsieger 1959)
- Manfred Müller
- Kurt Orlowski
- Gerd Pips (Pokalsieger 1959)
- Uwe Reinders
- Manfred Rummel (Pokalsieger 1959)
- Andreas Sassen
- Hubert Schieth (Pokalsieger 1959)
- Heinz Steinmann (Nationalspieler, Pokalsieger 1959)
- Günter Stephan (Nationalspieler 1935)
- Holger Trimhold
- Horst „Der Schotte“ Trimhold (Nationalspieler, Pokalsieger 1959)
- Paul „Jonny“ Winkler (Nationalspieler 1938)
- Hans Walitza
- Hannes Wolf
- Sascha Wolf
- Hans Wulf
- Herbert „Heppo“ Zimmer

### Saisonübersichten
| Saison  | Liga                                     | Platz | Punkte | 0S-0U-0N  | Tore   | Zuschauerschnitt | Torschützenkönig                                        |
| 1902/03 | III. Bezirk 1. Klasse (1)                | 03    | 11:09  | 05-01-04  | 019:18 |                  |                                                         |
| 1903/04 | III. Bezirk 1. Klasse (1)                | 04    | 00:12  | 00-00-06  | 01:11  |                  |                                                         |
| 1904/05 | III. Bezirk 1. Klasse (1)                | 04    | 04:08  | 01-02-03  | 09:14  |                  |                                                         |
| 1905/06 | III. Bezirk 1. Klasse (1)                | 03    | 08:08  | 04-00-04  | 034:31 |                  |                                                         |
| 1906/07 | III. Bezirk 1. Klasse (1)                | 03    | 04:08  | 02-00-04  | 04:15  |                  |                                                         |
| 1907/08 | III. Bezirk 1. Klasse (1)                | 02    | 04:08  | 02-00-04  | 013:18 |                  |                                                         |
| 1908/09 | III. Bezirk A1-Klasse (1)                | 04    | 08:12  | 04-00-06  | 012:23 |                  |                                                         |
| 1909/10 | Verbandsliga (1)                         | 08    | 14:22  | 05-04-09  | 036:47 |                  |                                                         |
| 1910/11 | Verbandsliga (1)                         | 02    | 25:11  | 10-05-03  | 056:36 |                  |                                                         |
| 1911/12 | Verbandsliga (1)                         | 02    | 27:09  | 13-01-04  | 055:28 |                  |                                                         |
| 1912/13 | Verbandsliga (1)                         | 02    | 23:13  | 10-03-05  | 060:30 |                  |                                                         |
| 1913/14 | Ruhrkreisliga (1)                        | 02    | 20:08  | 09-02-03  | 056:24 |                  |                                                         |
| 1914/15 | Ruhrkreis-Bezirksklasse (1)              | 05    | 02:14  | 01-00-07  | 07:13  |                  |                                                         |
| 1915/16 | Ruhrbezirk A1-Klasse Gruppe Essen (1)    | 02    | 16:04  | 08-00-02  | 051:10 |                  |                                                         |
| 1916/17 | Ruhrbezirk A1-Klasse Gruppe Essen (1)    | 02    | 17:11  | 08-01-05  | 045:31 |                  |                                                         |
| 1917/18 | Ruhrbezirk A1-Klasse Gruppe Essen (1)    |       |        |           |        |                  |                                                         |
| 1918/19 | Ruhrbezirk A1-Klasse Gruppe Essen (1)    | 06    | 12:18  | 0?-0?-0?  | 056:30 |                  |                                                         |
| 1919/20 | Kreisliga Ruhr-Emscher Kreis (1)         | 01    | 38:06  | 17-04-01  | 084:18 |                  |                                                         |
| 1920/21 | Kreisliga Ruhr-Emscher Kreis (1)         | 04    | 23:13  | 10-03-05  | 050:21 |                  | Bernhard Kellerhoff (11)                                |
| 1921/22 | Ruhrgauliga (1)                          | 01    | 29:07  | 14-01-03  | 053:11 |                  |                                                         |
|         | Westdeutsche Verbandsmeisterschaft (1)   | 04    | 05:05  | 02-01-02  | 011:06 |                  |                                                         |
| 1922/24 | Ruhrgauliga (1)                          | 01    | 49:11  | 22-05-03  | 103:29 |                  | Franz Horn (21)                                         |
|         | Westdeutsche Verbandsmeisterschaft (1)   | 05    | 06:06  | 02-02-02  | 010:07 |                  | Willi Bauer (5)                                         |
| 1924/25 | Ruhrgauliga (1)                          | 01    | 27:03  | 13-01-01  | 046:09 |                  | Willi Bauer (11)                                        |
|         | Westdeutsche Verbandsmeisterschaft (1)   | 02    | 09:03  | 03-03-0   | 015:06 |                  |                                                         |
| 1925/26 | Ruhrgauliga (1)                          | 01    | 25:05  | 11-03-01  | 064:23 |                  | Julius Thiekötter (13)                                  |
|         | Westdeutsche Verbandsmeisterschaft (1)   | 01    | 12:0   | 06-00-0   | 028:04 |                  | Julius Thiekötter (9)                                   |
| 1926/27 | Ruhrgauliga (1)                          | 02    | 27:05  | 13-01-02  | 061:26 |                  | Willi Kellner (16)                                      |
| 1927/28 | Ruhrgauliga (1)                          | 01    | 27:05  | 13-01-02  | 054:25 |                  | Willi Kellner (14)                                      |
|         | Westdeutsche Endrunde Runde der 2ten (1) | 01    |        | 03-01-01  | 010:05 |                  | Willi Kellner / Julius Thiekötter / Hermann Wächter (2) |
| 1928/29 | Ruhrgauliga (1)                          | 01    | 25:07  | 11-03-02  | 037:14 |                  | Willi Kellner (8)                                       |
|         | Westdeutsche Endrunde Runde der 2ten (1) | 01    |        | 02-01-01  | 07:04  | 02.750           | Willi Kellner (4)                                       |
| 1929/30 | Ruhrbezirksliga (1)                      | 02    | 27:09  | 13-01-04  | 061:32 |                  | Heiner Kreß (11)                                        |
| 1930/31 | Ruhrbezirksliga (1)                      | 02    | 27:09  | 13-01-04  | 061:32 |                  | Heiner Kreß (11)                                        |
| 1931/32 | Ruhrbezirksliga (1)                      | 01    | 24:08  | 12-00-04  | 044:17 |                  | Ernst Poertgen (16)                                     |
| 1932/33 | Ruhrbezirksliga (1)                      | 02    | 28:08  | 12-04-02  | 050:19 |                  | Hans Lorscheid / Kleinheinz (11)                        |
| 1933/34 | Gauliga Niederrhein (1)                  | 07    | 20:24  | 07-06-09  | 034:45 |                  | Rank (6)                                                |
| 1934/35 | Gauliga Niederrhein (1)                  | 07    | 18:22  | 06-06-08  | 035:32 |                  | Anton Stermsek / Günter Stephan (7)                     |
| 1935/36 | Gauliga Niederrhein (1)                  | 08    | 12:24  | 04-04-10  | 031:40 |                  | Striewski (8)                                           |
| 1936/37 | Gauliga Niederrhein (1)                  | 06    | 16:20  | 06-04-08  | 022:28 |                  | Franz Grigutsch (6)                                     |
| 1937/38 | Gauliga Niederrhein (1)                  | 02    | 26:10  | 12-02-04  | 039:22 |                  | Paul Winkler (14)                                       |
| 1938/39 | Gauliga Niederrhein (1)                  | 02    | 27:09  | 12-03-03  | 052:13 |                  | Alfred Winnesberg (12)                                  |
| 1939/40 | Gauliga Niederrhein (1)                  | 02    | 27:09  | 12-03-03  | 041:25 |                  | Heinrich Trimhold (16)                                  |
| 1940/41 | Gauliga Niederrhein (1)                  | 03    | 21:15  | 09-03-06  | 049:26 |                  | Heinrich Trimhold / Paul Winkler (13)                   |
| 1941/42 | Gauliga Niederrhein (1)                  | 07    | 18:18  | 08-02-08  | 046:44 |                  | Heinrich Trimhold / Paul Winkler (13)                   |
| 1942/43 | Gauliga Niederrhein (1)                  | 09    | 04:28  | 02-00-14  | 020:58 |                  | Paul Winkler (8)                                        |
| 1945/46 | Bezirksklasse Essen Gruppe 5 (2)         | 03    | 23:13  | 10-03-05  | 057:26 |                  |                                                         |
|         | Aufstiegsrunde zur Bezirksliga (2)       | 04    | 10:06  | 05-00-03  | 016:12 |                  | Peters / Weeg (3)                                       |
| 1946/47 | Ruhrbezirksliga (2)                      | 09    | 15:25  | 05-05-10  | 38:46  |                  |                                                         |
| 1947/48 | Bezirksklasse Ruhrbezirk Gruppe 2 (3)    | 01    | 45:03  | 21-03-0   | 087:16 |                  |                                                         |
| 1948/49 | Landesliga Niederrhein Gruppe 2 (3)      | 05    | 25:19  | 09-07-06  | 050:33 |                  |                                                         |
| 1949/50 | 2. Liga West (2)                         | 07    | 35:25  | 15-05-10  | 063:50 | 04.900           | Paul Winkler (15)                                       |
| 1950/51 | 2. Liga West (2)                         | 02    | 39:21  | 17-05-08  | 079:44 | 04.533           | Heinz Stemmer (33)                                      |
|         | Aufstiegsrunde zur Oberliga West (2)     | 02    | 08:04  | 04-00-02  | 014:12 | 18.666           | Heinz Stemmer (4)                                       |
| 1951/52 | Oberliga West (1)                        | 11    | 27:33  | 07-13-10  | 043:57 | 16.533           | Hans Zerres (12)                                        |
| 1952/53 | Oberliga West (1)                        | 13    | 22:38  | 09-04-17  | 054:76 | 13.600           | Kurt Zaro / Reinhold Jackstell (10)                     |
| 1953/54 | Oberliga West (1)                        | 06    | 31:29  | 13-05-12  | 072:53 | 15.000           | Kurt Zaro (15)                                          |
| 1954/55 | Oberliga West (1)                        | 12    | 27:33  | 11-05-14  | 052:55 | 13.800           | Hans Zerres (12)                                        |
| 1955/56 | Oberliga West (1)                        | 08    | 27:33  | 09-09-12  | 044:45 | 10.567           | Heinz-Werner Skowronski (9)                             |
| 1956/57 | Oberliga West (1)                        | 15    | 22:38  | 08-06-16  | 043:63 | 10.867           | Theo Klöckner (7)                                       |
| 1957/58 | 2. Liga West (2)                         | 07    | 36:24  | 14-08-08  | 078:46 | 03.500           | Theo Klöckner (19)                                      |
| 1958/59 | 2. Liga West (2)                         | 02    | 44:16  | 19-06-05  | 087:33 |                  | Theo Klöckner (24)                                      |
| 1959/60 | Oberliga West (1)                        | 16    | 25:35  | 09-07-14  | 047:46 | 13.666           | Manfred Rummel (13)                                     |
| 1960/61 | 2. Liga West (2)                         | 01    | 46:14  | 21-04-05  | 081:36 |                  | Horst Trimhold (20)                                     |
| 1961/62 | Oberliga West (1)                        | 04    | 38:22  | 13-12-05  | 064:39 | 14.066           | Manfred Rummel (26)                                     |
| 1962/63 | Oberliga West (1)                        | 07    | 33:27  | 13-07-10  | 044:37 | 16.066           | Manfred Rummel (13)                                     |
| 1963/64 | Regionalliga West (2)                    | 13    | 34:42  | 13-08-17  | 060:71 | 05.973           | Hermann Hammacher (11)                                  |
| 1964/65 | Regionalliga West (2)                    | 09    | 33:35  | 10-13-11  | 058:59 | 07.205           | Gerd Bannasch (10)                                      |
| 1965/66 | Regionalliga West (2)                    | 07    | 34:34  | 13-08-13  | 047:47 | 06.250           | Gerd Kohl (9)                                           |
| 1966/67 | Regionalliga West (2)                    | 02    | 47:21  | 19-09-06  | 051:23 | 08.705           | Hans Walitza (11)                                       |
|         | Aufstiegsrunde zur 1. Bundesliga (2)     | 02    | 10:06  | 04-02-02  | 013:09 | 17.000           | Theo Klöckner (4)                                       |
| 1967/68 | Regionalliga West (2)                    | 07    | 35:33  | 12-11-11  | 056:46 | 06.852           | Hans Walitza (16)                                       |
| 1968/69 | Regionalliga West (2)                    | 06    | 40:28  | 16-08-10  | 048:43 | 04.937           | Hans Walitza (16)                                       |
| 1969/70 | Regionalliga West (2)                    | 05    | 42:26  | 18-06-10  | 060:41 | 06.470           | Rolf Kucharski (20)                                     |
| 1970/71 | Regionalliga West (2)                    | 11    | 29:39  | 10-09-15  | 056:63 | 03.411           | Rolf Kucharski (17)                                     |
| 1971/72 | Regionalliga West (2)                    | 05    | 39:29  | 15-09-10  | 057:48 | 04.764           | Michael Lameck (13)                                     |
| 1972/73 | Regionalliga West (2)                    | 12    | 29:39  | 11-07-16  | 041:58 | 03.764           | Helmut Lausen (13)                                      |
| 1973/74 | Regionalliga West (2)                    | 08    | 34:34  | 12-10-12  | 057:53 | 03.411           | Holger Trimhold (15)                                    |
| 1974/75 | 2. Bundesliga Nord (2)                   | 12    | 34:42  | 13-08-17  | 055:69 | 03.300           | Hans Fritsche (18)                                      |
| 1975/76 | 2. Bundesliga Nord (2)                   | 07    | 44:32  | 19-06-13  | 063:52 | 06.188           | Hans Fritsche (22)                                      |
| 1976/77 | 2. Bundesliga Nord (2)                   | 08    | 43:33  | 16-11-11  | 063:55 | 05.405           | Hans Fritsche (14)                                      |
| 1977/78 | 2. Bundesliga Nord (2)                   | 20    | 19:57  | 04-11-23  | 045:92 | 02.480           | Urban Klausmann (13)                                    |
| 1978/79 | AOL Nordrhein (3)                        | 04    | 40:28  | 15-10-09  | 049:40 |                  |                                                         |
| 1979/80 | AOL Nordrhein (3)                        | 02    | 53:11  | 24-05-03  | 078:31 |                  | Günter Riepert (20)                                     |
| 1980/81 | AOL Nordrhein (3)                        | 07    | 35:29  | 12-11-09  | 044:41 |                  | Günter Riepert (22)                                     |
| 1981/82 | AOL Nordrhein (3)                        | 10    | 30:38  | 09-12-13  | 051:47 |                  |                                                         |
| 1982/83 | AOL Nordrhein (3)                        | 07    | 31:33  | 14-03-15  | 070:55 |                  | Rainer Geweke (30)                                      |
| 1983/84 | AOL Nordrhein (3)                        | 07    | 36:28  | 15-06-11  | 055:41 |                  | Rainer Geweke (14)                                      |
| 1984/85 | AOL Nordrhein (3)                        | 02    | 50:18  | 20-10-04  | 077:37 |                  | Reiner Geweke (29)                                      |
| 1985/86 | AOL Nordrhein (3)                        | 08    | 33:31  | 12-09-11  | 046:47 | 01.509           | Reiner Geweke (14)                                      |
| 1986/87 | AOL Nordrhein (3)                        | 04    | 44:24  | 16-12-06  | 070:48 | 01.263           | Georg Müffler (17)                                      |
| 1987/88 | AOL Nordrhein (3)                        | 02    | 44:24  | 14-16-04  | 060:40 | 01.203           | Georg Müffler (18)                                      |
| 1988/89 | AOL Nordrhein (3)                        | 08    | 38:34  | 11-16-09  | 058:46 | .00731           | Gerd Wirbitzky (10)                                     |
| 1989/90 | AOL Nordrhein (3)                        | 11    | 32:36  | 10-12-12  | 039:45 |                  | Mario Canini (14)                                       |
| 1990/91 | AOL Nordrhein (3)                        | 09    | 29:35  | 08-13-11  | 035:34 |                  | Roger Petzke (8)                                        |
| 1991/92 | AOL Nordrhein (3)                        | 12    | 25:35  | 06-13-11  | 032:45 |                  | Ralf Mölders (10)                                       |
| 1992/93 | AOL Nordrhein (3)                        | 11    | 26:34  | 07-12-11  | 041:45 | 01.111           | Ralf Mölders (21)                                       |
| 1993/94 | AOL Nordrhein (3)                        | 09    | 32:28  | 12-08-10  | 055:50 | 01.019           | Ralf Mölders (20)                                       |
| 1994/95 | AOL Nordrhein (4)                        | 08    | 31:29  | 10-11-09  | 046:54 | .00512           | Ralf Mölders (11)                                       |
| 1995/96 | AOL Nordrhein (4)                        | 03    | 54     | 15-09-06  | 052:22 | .00698           | Ralf Mölders (10)                                       |
| 1996/97 | AOL Nordrhein (4)                        | 05    | 46     | 12-12-06  | 050:33 | .00613           | Ralf Mölders (19)                                       |
| 1997/98 | AOL Nordrhein (4)                        | 08    | 38     | 09-11-10  | 030:30 | .00463           | Christian Küsters (6)                                   |
| 1998/99 | AOL Nordrhein (4)                        | 08    | 42     | 12-06-12  | 050:43 | .00873           | Andreas Blaumann (11)                                   |
| 1999/00 | AOL Nordrhein (4)                        | 09    | 38     | 12-02-16  | 039:45 | .00423           | Jürgen Meier (17)                                       |
| 2000/01 | AOL Nordrhein (4)                        | 06    | 51     | 14-09-11  | 048:48 | .00493           | Christian Hoffmann (11)                                 |
| 2001/02 | AOL Nordrhein (4)                        | 09    | 47     | 13-08-13  | 043:48 | .00380           | Mike Möllensiep (12)                                    |
| 2002/03 | AOL Nordrhein (4)                        | 06    | 49     | 14-07-11  | 041:35 | .00553           | Cemal Kelle (8)                                         |
| 2003/04 | AOL Nordrhein (4)                        | 12    | 43     | 12-07-15  | 042:45 | .00495           | Mike Möllensiep (10)                                    |
| 2004/05 | AOL Nordrhein (4)                        | 05    | 58     | 17-07-08  | 063:43 | .00360           | Sascha Wolf (25)                                        |
| 2005/06 | AOL Nordrhein (4)                        | 09    | 44     | 12-08-12  | 058:50 | .00364           | Sascha Wolf (21)                                        |
| 2006/07 | AOL Nordrhein (4)                        | 06    | 52     | 14-10-10  | 054:38 | .00456           | Sascha Wolf (23)                                        |
| 2007/08 | AOL Nordrhein (4)                        | 05    | 51     | 14-09-11  | 043:48 | .00626           | Sascha Wolf (10)                                        |
| 2008/09 | NRW-Liga (5)                             | 04    | 62     | 17-11-08  | 059:46 | .00436           | Sebastian Westerhoff (17)                               |
| 2009/10 | NRW-Liga (5)                             | 04    | 59     | 17-08-11  | 049:32 | .00353           | Sebastian Westerhoff (10)                               |
| 2010/11 | NRW-Liga (5)                             | 05    | 51     | 15-06-11  | 045:36 | .00720           | Dirk Heinzmann (12)                                     |
| 2011/12 | NRW-Liga (5)                             | 10    | 55     | 17-04-13  | 059:51 | .00372           | Dirk Heinzmann (16)                                     |
| 2012/13 | Oberliga Niederrhein (5)                 | 06    | 59     | 17-08-13  | 069:50 | .00273           | Mahmoud Najdi (13)                                      |
| 2013/14 | Oberliga Niederrhein (5)                 | 07    | 63     | 18-09-11  | 067:42 | .00328           | Ibrahim Bulut (9)                                       |
| 2014/15 | Oberliga Niederrhein (5)                 | 12    | 44     | 13-05-16  | 049:48 | .00271           | Bilal Abdallah (14)                                     |
| 2015/16 | Oberliga Niederrhein (5)                 | 15    | 40     | 11-07-16  | 051:62 | .00313           | Chamdin Said (16)                                       |
| 2016/17 | Oberliga Niederrhein (5)                 | 13    | 36     | 09-09-16  | 051:65 | .00306           | Chamdin Said (9)                                        |
| 2017/18 | Oberliga Niederrhein (5)                 | 06    | 56     | 17-05-12  | 070:55 | .00267           | Marvin Ellmann (32)                                     |
| 2018/19 | Oberliga Niederrhein (5)                 | 13    | 43     | 12-07-15  | 057:51 | .00241           | Marvin Ellmann (14)                                     |
| 2019/20 | Oberliga Niederrhein (5)                 | 10    | 35     | 11-02-09  | 046:39 | .00280           | Malek Fakhro (11)                                       |
| 2020/21 | Oberliga Niederrhein (5)                 | 09    | 14     | 04-02-05  | 017:14 | .00292           | Sebastian Michalsky (5)                                 |
| 2021/22 | Oberliga Niederrhein (5)                 | 10    | 35     | 11-02-09  | 046:39 | .00373           | Mohamed Cissé (12)                                      |
| 0       | Aufstiegsrunde zur Regionalliga (5)      | 10    | 46     | 03-02-05  | 067:62 | .00265           | Prince Kimbakidila (6)                                  |
| 2022/23 | Oberliga Niederrhein (5)                 | 05    | 40     | 22-07-110 | 084:52 | .00302           | Noel Futkeu (30)                                        |
| 2023/24 | Oberliga Niederrhein (5)                 | 04    | 32     | 16-05-110 | 060:44 | .00323           | Timur Kesim (14)                                        |
| 2024/25 | Oberliga Niederrhein (5)                 | 03    | 34     | 21-06-07  | 074:42 | .00451           | Niko Bosnjak (17)                                       |

## Basketball
Der ETB SW Essen spielt als ETB Miners in der 2. Bundesliga ProB. Der Hauptverein hat zudem weitere Mannschaften, die am Spielbetrieb teilnehmen. In Kooperation mit Citybasket Recklinghausen geht man auch in den Jugendbundesligen JBBL / NBBL an den Start. 2015 wurde man in der JBBL Dritter der Deutschen Meisterschaft.

## Hockey
Die Damen- und Herrenmannschaften des ETB spielen sowohl im Feld als auch in der Halle in der Oberliga.

## Tennis
Die Herrenmannschaft der Herren 30 spielt nach 2015 und 2016 seit 2023 wieder in der Tennis-Bundesliga.